# Before the Worst
«Before the Worst» es una canción por la banda irlandesa The Script lanzado como quinto sencillo de su álbum homónimo The Script. El 4 de octubre de 2009, The Script presentó "Before the Worst" durante la gran final entre Melbourne Storm y Parramatta Eels, ganada por 23-16. Este título fue más tarde despojado debido a violaciones del tope salarial. 
El sencillo alcanzó el puesto número 10 en Australia y fue certificado Oro.

## Vídeo musical
El vídeo musical fue filmado en Belfast, Irlanda y presentado en Canal 4 como parte de T4.

## Listado de canciones

### CD Sencillo
- "Before the Worst" (Radio edit)

## Posiciones
| Lista (2009)                  | Posición |
| ----------------------------- | -------- |
| Australian ARIA Singles Chart | 10       |
| New Zealand Radio Airplay     | 24       |
| Irish Singles Chart           | 37       |
| UK Singles Chart              | 96       |